# 美食結社 WONDER KITCHEN
美食結社　WONDER KITCHEN（ワンダーキッチン）は、様々な一流シェフが一般家庭にて食に関する悩みをズバッと解決する番組。
BS日テレにて2006年10月8日から2008年3月25日まで放送（毎週日曜よる8:00　隔週新作放送）。WEB版（ダイジェスト）はBS日テレ放送終了後から配信。

## 出演
- パンツェッタ・ジローラモ
- 銀座「うち山」内山英仁
- 六本木ヒルズクラブ　「中国料理 star anise」棚橋文雄

　他

## 概要
- ワインの赤に人生を溶かし、葉巻をくゆらす伊達男、パンツェッタ・ジローラモの裏の顔はある組織、「美食結社WONDER KITCHEN」のドンである。彼の野望は・・「料理で世界に笑顔をもたらすこと・・・！」

今日も彼は悩める人々を救うため、彼のもとに集まる一流シェフを派遣する・・。
そして腕利きシェフ達は一般家庭や企業など派遣先の台所を、その一流の技術でWONDER KITCHENへと変えてゆく・・。
- 料理の鉄人などでもおなじみの有名シェフたちが一般家庭に訪れ、オリジナルメニューを伝授する。視聴者参加型料理番組。
- マツダ・サブリナやディアナ・アルファロ演じるジローラモの姪が調査・任務に当たり、シェフと供に一般家庭での任務を終了後、ジローラモに報告をする。
- 番組の合間に「キッチンの小さな物語」と称するコーナーにて、食材の豆知識などを紹介。
- 公式サイトでは、動画を配信するほか、番組内で紹介されたレシピ、シェフプロフィールやレストラン情報、美食商品企画室などを紹介。

## 出演
- パンツェッタ・ジローラモ

### シェフ
- 「銀座うち山」：内山英仁
- 六本木ヒルズクラブ「star anise」：棚橋文雄
- 熊本ホテルキャッスル  中国四川料理「桃花源」：斉藤隆士
- 「カメレオン」　萩原雅彦
- 「Ristorante Al Porto（リストランテ　アルポルト）」：片岡護
- 「銀座寿司幸本店」：杉山衛
- 「レストラン キノシタ」：木下 和彦
- 「Azusa Mayuko Cooking Salon」：梓真悠子 (料理研究家)

他

### 姪
- サブリナ：マツダ・サブリナ
- ディアナ：ディアナ・アルファロ

## 番組内容
- 第一回　
  - 　「銀座　うち山」　 内山英仁 による「和スニック膳」
- 第二回　
  - 　　六本木ヒルズクラブ「star anise」棚橋文雄による「アモーレ中華ランチボックス」
- 第三回　
  - 　熊本ホテルキャッスル　中国四川料理「桃花源」　斉藤隆士による「肥後うまかぁ～物語」
- 第四回　
  - 　カメレオン　 萩原 雅彦による　「韓流イタリアンチャンチ」
- 第五回　
  - 　「アルポルト」　片岡　護による「豆腐のイタリア風デキュスタシォーネ」
- 第八回　2007年1月14日8:00 -よる8:54（再放送あり）　
  - 　料理研究家 梓　真悠子による　「わんぱくお子様鍋セット」